# هيصر (اسم)
هيصر هو اسم علم مذكر من أصل عربي، ومعناه هو الأسد، لأنه يهصر فريسته أي يكسرها.

## وصلات خارجية
- موسوعة السلطان قابوس لأسماء العرب